# Barca (Cirenaica)
Barca ou Barce (em grego: Βάρκη; em árabe: برقة‎; em berbere: Berqa) foi uma antiga colónia grega no Norte de África, que depois foi uma cidade romana e bizantina. Situava-se no na área costeira do que é hoje a Líbia. Juntamente com a cidade de Cirene, fazia parte da província romana da Pentápole Líbia. O nome da cidade foi arabizado como Barqah, uma designação que foi também aplicada a toda a antiga província.
Para grande parte dos arqueólogos, situava-se onde atualmente se encontra Marje, a aproximadamente 100 km a nordeste de Bengazi, mas Alexander Graham coloca-a em Tolmeita, ou seja, identifica Barca com Ptolemaida.

## História
O cristianismo primitivo chegou a Pentápole vindo do Egito. Sinésio de Cirene, bispo de Ptolemaida, recebeu a sua instrução em Alexandria, na Escola Catequética e no Museion e era um admirador de Hipátia, a última das neoplatonistas pagãs, por quem tinha muita afeição e da qual foi aluno. Sinésio foi elevado ao episcopado por Teófilo, patriarca de Alexandria, em 410. Desde o Concílio de Niceia de 325 que a Cirenaica era reconhecida como uma província eclesiástica da Sé de Alexandria. Até aos dias de hoje, o papa copta inclui Pentápole no seu título como estando sob a sua jurisdição.
Depois de ter sido várias vezes destruída e reconstruída, durante o período romano tornou-se uma mera vila, nas bão deixou de ser a sede episcopal. O seu bispo Zopyros esteve presente no Concílio de Niceia. Pelos registos de Éfeso (431) e Calcedónia (451) conhecem-se os nomes de mais dois bispos, Zenóbio e Teodósio.

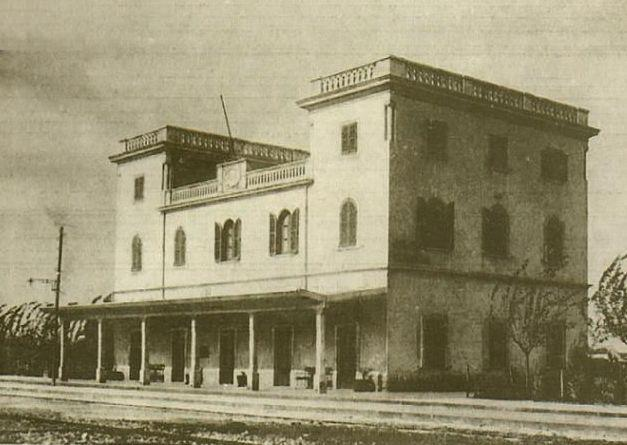
A estação central de Barce na década de 1930

Barce fez parte do Exarcado de África até ser conquistada pelos Árabes em 643-644, durante a conquista muçulmana do Magrebe. Originalmente foi a capital cda província de Barqah do califado. Quandos os Otomanos conquistaram a região em 1521, usaram a forma "Barka" para designar a provincia, mas não mantiveram a cidade como capital provincial.
Durante a Segunda Guerra Mundial, durante a Campanha Norte-Africana, foi travada uma batalha pelo controlo da região de Barce. A batalha ocorreu a 5 de fevereiro de 1941 e envolveu o 1º Regimento de Campanha da Artilharia Real Australiana, que recorda a batalha no nome das suas infraestruturas na base de Enoggera: as Linhas de Barce.
A cidade atual, situada no mesmo local da antiga e chamada Marje, cresceu em volta do forte turco do século XIX. Foi desenvolvida pelos Italianos durante o período colonial da Líbia e atualmente tem 120 000 habitantes. A localidade italiana foi severamente danificada por um sismo em 1963 e está em grande parte abandonada. Não há vestígios visíveis da cidade antiga, mas no museu de Ptolemaida encontram-se alguns achados feitos durante o período colonial italiano.

### História eclesiástica
Barca é uma sé titular da Cirenaica, na Líbia, Norte de África, que está vaga. A Eparquia de Pentápole Ocidental (Cirenaica) era parte da Igreja Copta de Alexandria e o seu metropolita era o membro mais sénior no Santo Sínodo daquela igreja a seguir ao papa de Alexandria. No entanto, a metrópole arquiepiscopal  foi dissolvida pelo papa João VI (r. 1189–1216) e desde então é uma sé titular ligada a outra diocese.